# 思い出補正
思い出補正（おもいでほせい）は、自分が過去に体験した出来事や、過去に視聴したテレビ番組・映画・アニメなどの作品、過去にプレイしたゲームなどが、後年になって実際に体験した当時より良かったものであったように思うことである。
2000年代以降の新語であり、旧2ちゃんねるで生まれたネットスラングとされる。補正というのは間違いを正すという意味なのであるが、ここでは当時には足りていなかったという部分はあったのだが、その足りていなかった部分を無かったことにしているという意味合いがある。
過去に見たアニメや映画やゲームなどのエンターテイメントの作品などの他に、個人的に過去に往った旅行や過去での恋愛などの事柄においても思い出補正が行われている。
この思い出補正というのは、昔はよかったの様な発言をしている人に対して突っ込みを入れる場合などに用いられている。昔はよかったというような話をしている本人が、自ら思いで補正を行っていると自覚したうえでこのような話を行っている場合もある。